# بیل شیندلر
بیل شیندلر (انگلیسی: Bill Schindler؛ زادهٔ ۶ مارس ۱۹۰۹ در میدل تاون، نیویورک، درگذشتهٔ ۲۰ سپتامبر ۱۹۵۲ در آلن‌تاون، پنسیلوانیا) رانندهٔ مسابقات اتومبیل‌رانی اهل ایالات متحده آمریکا بود که از فصل ۱۹۵۰ تا ۱۹۵۲ در مجموع در سه گراند پری از مسابقات جهانی فرمول یک شرکت کرد، اما موفق به کسب هیچ امتیازی نشد.
شیندلر در ۲۰ سپتامبر ۱۹۵۲ بر اثر تصادف رانندگی به‌هنگام مسابقهٔ اسپرینت در آلن‌تاون، پنسیلوانیا درگذشت.